# În mintea lui Spock
Spock's Brain este un episod din sezonul al III-lea al serialului original Star Trek. A avut premiera la NBC la 20 septembrie 1968.

## Prezentare
Căpitanul Kirk pornește în urmărirea unor extratereștri ce au furat creierul lui Spock.